# Hans-Georg Possanner
Hans-Georg Possanner ( bzw. Georg * 27. September 1940; † 27. Februar 2006) war ein österreichischer Diplomat, Botschaftsrat, Journalist und Pressesprecher sowie Offizier a. D.

## Leben

### Herkunft und Ausbildung
Georg Possanner entstammt der altösterreichischen Familie Possanner, bis zum Adelsaufhebungsgesetz 1919 Freiherren/Freifrauen Possanner von Ehrenthal. Er maturierte 1958 am Wiener Schottengymnasium und absolvierte von 1960 bis 1963 seine Offiziersausbildung an der Alma Mater Theresiana in Wiener Neustadt und eine Generalstabsausbildung an der Wiener Landesverteidigungsakademie.

### Berufslaufbahn
Nach dem Ende seiner militärischen Ausbildung im Jahr 1963 blieb er als Berufsoffizier beim österreichischen Bundesheer und wechselte 1972 zum Journalismus. Als außenpolitischer Redakteur der österreichischen Tageszeitung Die Presse berichtete er in der Funktion als Verantwortlicher für Wehr- und Sicherheitspolitik von den Konflikten im Nahen und Mittleren Osten. 1981 bis 1987 war er für die Presse in Washington als Korrespondent für die Vereinigten Staaten und die UNO und anschließend bis Herbst 1988 als EG- (heute Europäische Union, EU) und NATO-Korrespondent in Brüssel tätig. Anschließend wechselte er zur neu gegründeten Tageszeitung Der Standard, bei der er als Mitglied der Gründungsredaktion ab der ersten Redaktionssitzung am 19. Oktober 1988 dabei war und dann ebenfalls aus Brüssel berichtete. Nach seiner Rückkehr nach Wien im Jahr 1992 war er bis 1993 Europa- und diplomatischer Korrespondent des Standard.
Noch vor dem EU-Beitritt Österreichs übersiedelte er neuerlich nach Brüssel, wo er ab 1993 den Informations- und Besuchsdienst an der (damals noch) Österreichischen EG-Mission konzipierte und aufbaute sowie sodann deren Leiter wurde. Mit dem EU-Beitritt Anfang 1995 wurde er an der Ständigen Vertretung Österreichs bei der Europäischen Union zum Pressesprecher bestellt, die Funktion, die er bis zu seinem Tod im Februar 2006 ausfüllte: „Georg hat sich gewünscht, als krönenden Abschluss seiner Karriere den österreichischen Ratsvorsitz in seiner Eigenschaft als Pressesprecher aktiv mitzugestalten. Dies war ihm leider nicht mehr vergönnt.“ (Ursula Plassnik)

### Familie
Possanner war getrennt lebend verheiratet mit Helene Possanner († 18. Oktober 2015; geborene Ludwigstorff) mit erwachsenen Kindern aus dieser Ehe. Mit seiner Lebenspartnerin Irene Schulte (* 20. Juni 1964, Geschäftsführerin der Industriellenvereinigung Salzburg) hatte er zwei Zwillingstöchter (* 1999). Zu seinen privaten Interessen zählte das Sammeln von Spazierstöcken.

### Ableben
Possanner verstarb nur wenige Tage nach der Diagnose im 66. Lebensjahr an Krebs  und ist auf dem Wiener Zentralfriedhof (Gruppe 33/H, Reihe 1, Nr. 7) bestattet.
Der Standard würdigte Hans-Georg Possanner und den ebenfalls zu dieser Zeit verstorbenen Günter Hanreich in seinem Nachruf als „so etwas wie die ‚Männer der ersten Stunde‘ in Brüssel: der eine als Sprecher der Ständigen Vertretung fast zehn Jahre lang Österreichs Stimme in der Union; …“ und bezeichnete Possanner als einen „leidenschaftliche[n] Europäer“.

## Auszeichnungen
- Staatspreis für publizistische Leistungen auf dem Gebiet der Umfassenden Landesverteidigung.[7]